# Wassa Amenfi East
Wassa Amenfi East är ett distrikt i Ghana.   Det ligger i regionen Västra regionen, i den södra delen av landet, 200 km väster om huvudstaden Accra.